# Équipe de Russie de football au Championnat d'Europe 2020
Cet article relate le parcours de l’équipe de Russie de football lors du Championnat d'Europe 2020 organisé dans 11 grandes villes d'Europe du 11 juin au 11 juillet 2021.

## Maillots
Le 8 novembre 2019, Adidas dévoile le maillot domicile de la Russie pour l'Euro 2020. Ce dernier est rouge avec des motifs plus foncés. Le col, blanc, s’inspire des maillots du début des années 90. Les manches sont terminées par deux bandes bleu et blanches afin de créer le drapeau russe. Pour l'équipementier allemand, ce maillot est un croisement entre le peuple, le football et le drapeau russe,. La Russie va pourtant jouer ses derniers matchs de qualifications avec l'ancien maillot en raison d'un erreur sur l’ordre des couleurs du drapeau, en l’occurrence rouge-bleu-blanc au lieu de blanc-bleu-rouge, cela évoquant plus le drapeau serbe plus que le drapeau russe.
Le 22 mars 2021, c'est au tour du maillot extérieur d'être dévoilé. Il présente deux gros blocs de couleurs rouge et bleus positionnés verticalement sur la poitrine sur une base entièrement blanche audacieuse. Un maillot simple, mais élégant complété par un col en V rouge et deux bandes bleus et rouges sur le bout des manches, recréant le drapeau de la Russie.

## Qualifications
| Rang | Équipe      | Pts | J  | G  | N | P  | Bp | Bc | Diff |  | Résultats (▼ dom., ► ext.) |     |     |     |     |     |     |
| ---- | ----------- | --- | -- | -- | - | -- | -- | -- | ---- |  | -------------------------- | --- | --- | --- | --- | --- | --- |
| 1    | Belgique    | 30  | 10 | 10 | 0 | 0  | 40 | 3  | +37  |  | Belgique                   |     | 3-1 | 3-0 | 6-1 | 3-0 | 9-0 |
| 2    | Russie      | 24  | 10 | 8  | 0 | 2  | 33 | 8  | +25  |  | Russie                     | 1-4 |     | 4-0 | 1-0 | 1-0 | 9-0 |
| 3    | Écosse (B)  | 15  | 10 | 5  | 0 | 5  | 16 | 19 | -3   |  | Écosse (B)                 | 0-4 | 1-2 |     | 2-1 | 3-1 | 6-0 |
| 4    | Chypre      | 10  | 10 | 3  | 1 | 6  | 15 | 20 | -5   |  | Chypre                     | 0-2 | 0-5 | 1-2 |     | 1-1 | 5-0 |
| 5    | Kazakhstan  | 10  | 10 | 3  | 1 | 6  | 13 | 17 | -4   |  | Kazakhstan                 | 0-2 | 0-4 | 3-0 | 1-2 |     | 4-0 |
| 6    | Saint-Marin | 0   | 10 | 0  | 0 | 10 | 1  | 51 | -50  |  | Saint-Marin                | 0-4 | 0-5 | 0-2 | 0-4 | 1-3 |     |

- Sélection directement qualifiée pour l'Euro 2020

## Phase finale

### Effectif
NB : Les âges et les sélections sont calculés au début de l'Euro 2020, le 11 juin 2021.

### Premier tour
| v · m | Équipe   | Pts | J | G | N | P | Bp | Bc | Diff |
| ----- | -------- | --- | - | - | - | - | -- | -- | ---- |
| 1     | Belgique | 9   | 3 | 3 | 0 | 0 | 7  | 1  | +6   |
| 2     | Danemark | 3   | 3 | 1 | 0 | 2 | 5  | 4  | +1   |
| 3     | Finlande | 3   | 3 | 1 | 0 | 2 | 1  | 3  | -2   |
| 4     | Russie   | 3   | 3 | 1 | 0 | 2 | 2  | 7  | -5   |

#### Belgique - Russie
| Match 4                    | Belgique                                                    | 3 - 0   | Russie | Stade Krestovski, Saint-Petersbourg                                                                | |
| 12 juin 2021 21h00 (22h00) | ( Mertens) Lukaku 10e · Meunier 34e · ( Meunier) Lukaku 88e | (2 - 0) |        | Spectateurs : 26 264 Arbitrage : Antonio Mateu Lahoz Arbitre vidéo : Alejandro Hernández Hernández | Spectateurs : 26 264 Arbitrage : Antonio Mateu Lahoz Arbitre vidéo : Alejandro Hernández Hernández |
| 12 juin 2021 21h00 (22h00) | Rapport                                                     |         |        | Spectateurs : 26 264 Arbitrage : Antonio Mateu Lahoz Arbitre vidéo : Alejandro Hernández Hernández | Spectateurs : 26 264 Arbitrage : Antonio Mateu Lahoz Arbitre vidéo : Alejandro Hernández Hernández |

| Belgique | Russie |

| BELGIQUE :       |    |                           |     |
|                  |    |                           |     |
| Gardien de but   | 1  | Thibaut Courtois          |     |
|                  | 5  | Jan Vertonghen            | 76e |
|                  | 4  | Dedryck Boyata            |     |
|                  | 2  | Toby Alderweireld         |     |
|                  | 16 | Thorgan Hazard            |     |
|                  | 8  | Youri Tielemans           |     |
|                  | 19 | Leander Dendoncker        |     |
|                  | 21 | Timothy Castagne          | 27e |
|                  | 11 | Yannick Ferreira Carrasco | 77e |
|                  | 9  | Romelu Lukaku             |     |
|                  | 14 | Dries Mertens             | 72e |
| Remplaçants :    |    |                           |     |
|                  | 15 | Thomas Meunier            | 27e |
|                  | 10 | Eden Hazard               | 72e |
|                  | 3  | Thomas Vermaelen          | 76e |
|                  | 26 | Dennis Praet              | 77e |
| Sélectionneur :  |    |                           |     |
| Roberto Martínez |    |                           |     |

| RUSSIE :                |    |                       |     |     |
|                         |    |                       |     |     |
| Gardien de but          | 1  | Anton Chounine        |     |     |
|                         | 18 | Iouri Jirkov          | 43e |     |
|                         | 14 | Gueorgui Djikiya      |     |     |
|                         | 5  | Andreï Semionov       |     |     |
|                         | 2  | Mário Fernandes       |     |     |
|                         | 8  | Dmitri Barinov        | 46e |     |
|                         | 7  | Magomed Ozdoïev       |     |     |
|                         | 23 | Daler Kouziaïev       | 29e |     |
|                         | 17 | Aleksandr Golovine    |     |     |
|                         | 11 | Roman Zobnine         | 63e |     |
|                         | 22 | Artiom Dziouba        |     |     |
| Remplaçants :           |    |                       |     |     |
|                         | 6  | Denis Cheryshev       | 29e | 63e |
|                         | 4  | Viatcheslav Karavaïev | 43e |     |
|                         | 3  | Igor Diveïev          | 46e |     |
|                         | 26 | Maksim Moukhine       | 63e |     |
|                         | 15 | Alekseï Mirantchouk   | 63e |     |
| Sélectionneur :         |    |                       |     |     |
| Stanislav Tchertchessov |    |                       |     |     |

| Assistants : Pau Cebrián Devís Roberto Díaz Pérez del Palomar Quatrième arbitre : Fernando Rapallini Homme du match : Romelu Lukaku |

#### Finlande - Russie
| Match 13                   | Finlande | 0 - 1   | Russie                       | Stade Krestovski, Saint-Petersbourg                                            |                                                                                |
| 16 juin 2021 15h00 (16h00) |          | (0 - 1) | 45+2e Mirantchouk (Dziouba ) | Spectateurs : 24 540 Arbitrage : Danny Makkelie Arbitre vidéo : Pol van Boekel | Spectateurs : 24 540 Arbitrage : Danny Makkelie Arbitre vidéo : Pol van Boekel |
| 16 juin 2021 15h00 (16h00) | Rapport  |         |                              | Spectateurs : 24 540 Arbitrage : Danny Makkelie Arbitre vidéo : Pol van Boekel | Spectateurs : 24 540 Arbitrage : Danny Makkelie Arbitre vidéo : Pol van Boekel |

| Finlande | Russie |

| FINLANDE :      |    |                      |     |     |
|                 |    |                      |     |     |
| Gardien de but  | 1  | Lukáš Hrádecký       |     |     |
|                 | 3  | Daniel O'Shaughnessy | 90e |     |
|                 | 2  | Paulus Arajuuri      |     |     |
|                 | 4  | Joona Toivio         |     | 85e |
|                 | 18 | Jere Uronen          |     |     |
|                 | 6  | Glen Kamara          | 22e |     |
|                 | 8  | Robin Lod            |     |     |
|                 | 11 | Rasmus Schüller      |     | 67e |
|                 | 22 | Jukka Raitala        |     | 75e |
|                 | 20 | Joel Pohjanpalo      |     |     |
|                 | 10 | Teemu Pukki          |     | 75e |
| Remplaçants :   |    |                      |     |     |
|                 | 19 | Joni Kauko           |     | 67e |
|                 | 13 | Pyry Soiri           |     | 75e |
|                 | 21 | Lassi Lappalainen    |     | 75e |
|                 | 9  | Fredrik Jensen       |     | 85e |
| Sélectionneur : |    |                      |     |     |
| Markku Kanerva  |    |                      |     |     |

| RUSSIE :                |    |                       |     |     |
|                         |    |                       |     |     |
| Gardien de but          | 16 | Matvey Safonov        |     |     |
|                         | 23 | Daler Kouziaïev       |     |     |
|                         | 14 | Gueorgui Djikiya      | 89e |     |
|                         | 3  | Igor Diveïev          |     |     |
|                         | 2  | Mário Fernandes       |     | 26e |
|                         | 7  | Magomed Ozdoïev       | 34e | 61e |
|                         | 8  | Dmitri Barinov        | 27e |     |
|                         | 11 | Roman Zobnine         |     |     |
|                         | 17 | Aleksandr Golovine    |     |     |
|                         | 22 | Artiom Dziouba        |     | 85e |
|                         | 15 | Alekseï Mirantchouk   |     | 85e |
| Remplaçants :           |    |                       |     |     |
|                         | 4  | Viatcheslav Karavaïev |     | 26e |
|                         | 19 | Rifat Jemaletdinov    |     | 61e |
|                         | 9  | Aleksandr Sobolev     |     | 85e |
|                         | 26 | Maksim Moukhine       |     | 85e |
| Sélectionneur :         |    |                       |     |     |
| Stanislav Tchertchessov |    |                       |     |     |

| Assistants : Hessel Steegstra Jan de Vries Quatrième arbitre : István Kovács Homme du match : Alekseï Mirantchouk |

#### Russie - Danemark
| Match 29           | Russie             | 1 - 4   | Danemark                                                                          | Parken Stadium, Copenhague                                                        |                                                                                   |
| 21 juin 2021 21h00 | Dziouba 70e (pen.) | (0 - 1) | 38e Damsgaard (Højbjerg ) · 59e Poulsen · 79e Christensen · 82e Mæhle (Højbjerg ) | Spectateurs : 23 644 Arbitrage : Clément Turpin Arbitre vidéo : François Letexier | Spectateurs : 23 644 Arbitrage : Clément Turpin Arbitre vidéo : François Letexier |
| 21 juin 2021 21h00 | Rapport            |         |                                                                                   | Spectateurs : 23 644 Arbitrage : Clément Turpin Arbitre vidéo : François Letexier | Spectateurs : 23 644 Arbitrage : Clément Turpin Arbitre vidéo : François Letexier |

| Russie | Danemark |

| RUSSIE :                |    |                       |     |     |
|                         |    |                       |     |     |
| Gardien de but          | 16 | Matvey Safonov        |     |     |
|                         | 13 | Fiodor Koudriachov    | 28e | 67e |
|                         | 14 | Gueorgui Djikiya      |     |     |
|                         | 3  | Igor Diveïev          | 75e |     |
|                         | 23 | Daler Kouziaïev       |     | 67e |
|                         | 11 | Roman Zobnine         |     |     |
|                         | 7  | Magomed Ozdoïev       |     | 61e |
|                         | 2  | Mário Fernandes       |     |     |
|                         | 17 | Aleksandr Golovine    |     |     |
|                         | 15 | Alekseï Mirantchouk   |     | 61e |
|                         | 22 | Artiom Dziouba        |     |     |
| Remplaçants :           |    |                       |     |     |
|                         | 9  | Aleksandr Sobolev     |     | 61e |
|                         | 19 | Rifat Jemaletdinov    |     | 61e |
|                         | 26 | Maksim Moukhine       |     | 67e |
|                         | 4  | Viatcheslav Karavaïev |     | 67e |
| Sélectionneur :         |    |                       |     |     |
| Stanislav Tchertchessov |    |                       |     |     |

| DANEMARK :      |    |                       |     |     |
|                 |    |                       |     |     |
| Gardien de but  | 1  | Kasper Schmeichel     |     |     |
|                 | 3  | Jannik Vestergaard    |     |     |
|                 | 4  | Simon Kjær            |     |     |
|                 | 6  | Andreas Christensen   |     |     |
|                 | 5  | Joakim Mæhle          |     |     |
|                 | 8  | Thomas Delaney        | 57e | 85e |
|                 | 23 | Pierre-Emile Højbjerg |     |     |
|                 | 18 | Daniel Wass           |     | 60e |
|                 | 14 | Mikkel Damsgaard      |     | 72e |
|                 | 20 | Yussuf Poulsen        |     | 60e |
|                 | 9  | Martin Braithwaite    |     | 85e |
| Remplaçants :   |    |                       |     |     |
|                 | 17 | Jens Stryger Larsen   |     | 60e |
|                 | 12 | Kasper Dolberg        |     | 60e |
|                 | 15 | Christian Nørgaard    |     | 72e |
|                 | 21 | Andreas Cornelius     |     | 85e |
|                 | 24 | Mathias Jensen        |     | 85e |
| Sélectionneur : |    |                       |     |     |
| Kasper Hjulmand |    |                       |     |     |

| Assistants : Nicolas Danos Cyril Gringore Quatrième arbitre : Sandro Schärer Homme du match : Andreas Christensen |

## Statistiques

### Temps de jeu
| Joueur                |          |          |          | TT       | But inscrit | Passe décisive | MJ       | MT       | Légende |
| --------------------- | -------- | -------- | -------- | -------- | ----------- | -------------- | -------- | -------- | --- |
| Gardiens              | Gardiens | Gardiens | Gardiens | Gardiens | Gardiens    | Gardiens       | Gardiens | Gardiens | Abréviations et symboles : TT : Total de minutes jouées MJ : Nombre de matchs joués MT : Matchs joués en tant que titulaire : but : passe décisive : joueur entré : joueur remplacé : capitaine : carton jaune : carton rouge |
| Anton Chounine        | 90       |          |          | 90       |             |                | 1        | 1        | Abréviations et symboles : TT : Total de minutes jouées MJ : Nombre de matchs joués MT : Matchs joués en tant que titulaire : but : passe décisive : joueur entré : joueur remplacé : capitaine : carton jaune : carton rouge |
| Yury Dyupin           |          |          |          | 0        |             |                |          |          | Abréviations et symboles : TT : Total de minutes jouées MJ : Nombre de matchs joués MT : Matchs joués en tant que titulaire : but : passe décisive : joueur entré : joueur remplacé : capitaine : carton jaune : carton rouge |
| Matvey Safonov        |          | 90       | 90       | 180      |             |                | 2        | 2        | Abréviations et symboles : TT : Total de minutes jouées MJ : Nombre de matchs joués MT : Matchs joués en tant que titulaire : but : passe décisive : joueur entré : joueur remplacé : capitaine : carton jaune : carton rouge |
| Défenseurs            |          |          |          |          |             |                |          |          | Abréviations et symboles : TT : Total de minutes jouées MJ : Nombre de matchs joués MT : Matchs joués en tant que titulaire : but : passe décisive : joueur entré : joueur remplacé : capitaine : carton jaune : carton rouge |
| Mário Fernandes       | 90       | 26       | 90       | 206      |             |                | 3        | 3        | Abréviations et symboles : TT : Total de minutes jouées MJ : Nombre de matchs joués MT : Matchs joués en tant que titulaire : but : passe décisive : joueur entré : joueur remplacé : capitaine : carton jaune : carton rouge |
| Igor Diveïev          | 44       | 90       | 90       | 224      |             |                | 3        | 2        | Abréviations et symboles : TT : Total de minutes jouées MJ : Nombre de matchs joués MT : Matchs joués en tant que titulaire : but : passe décisive : joueur entré : joueur remplacé : capitaine : carton jaune : carton rouge |
| Viatcheslav Karavaïev | 47       | 26       | 23       | 96       |             |                | 3        |          | Abréviations et symboles : TT : Total de minutes jouées MJ : Nombre de matchs joués MT : Matchs joués en tant que titulaire : but : passe décisive : joueur entré : joueur remplacé : capitaine : carton jaune : carton rouge |
| Andreï Semionov       | 90       |          |          | 90       |             |                | 1        | 1        | Abréviations et symboles : TT : Total de minutes jouées MJ : Nombre de matchs joués MT : Matchs joués en tant que titulaire : but : passe décisive : joueur entré : joueur remplacé : capitaine : carton jaune : carton rouge |
| Fiodor Koudriachov    |          |          | 67       | 67       |             |                | 1        | 1        | Abréviations et symboles : TT : Total de minutes jouées MJ : Nombre de matchs joués MT : Matchs joués en tant que titulaire : but : passe décisive : joueur entré : joueur remplacé : capitaine : carton jaune : carton rouge |
| Gueorgui Djikiya      | 90       | 90       | 90       | 270      |             |                | 3        | 3        | Abréviations et symboles : TT : Total de minutes jouées MJ : Nombre de matchs joués MT : Matchs joués en tant que titulaire : but : passe décisive : joueur entré : joueur remplacé : capitaine : carton jaune : carton rouge |
| Roman Ievgueniev      |          |          |          | 0        |             |                |          |          | Abréviations et symboles : TT : Total de minutes jouées MJ : Nombre de matchs joués MT : Matchs joués en tant que titulaire : but : passe décisive : joueur entré : joueur remplacé : capitaine : carton jaune : carton rouge |
| Milieux               |          |          |          |          |             |                |          |          | Abréviations et symboles : TT : Total de minutes jouées MJ : Nombre de matchs joués MT : Matchs joués en tant que titulaire : but : passe décisive : joueur entré : joueur remplacé : capitaine : carton jaune : carton rouge |
| Denis Cheryshev       | 34       |          |          | 34       |             |                | 1        |          | Abréviations et symboles : TT : Total de minutes jouées MJ : Nombre de matchs joués MT : Matchs joués en tant que titulaire : but : passe décisive : joueur entré : joueur remplacé : capitaine : carton jaune : carton rouge |
| Magomed Ozdoïev       | 90       | 61       | 61       | 122      |             |                | 2        | 2        | Abréviations et symboles : TT : Total de minutes jouées MJ : Nombre de matchs joués MT : Matchs joués en tant que titulaire : but : passe décisive : joueur entré : joueur remplacé : capitaine : carton jaune : carton rouge |
| Dmitri Barinov        | 46       | 90       |          | 136      |             |                | 2        | 2        | Abréviations et symboles : TT : Total de minutes jouées MJ : Nombre de matchs joués MT : Matchs joués en tant que titulaire : but : passe décisive : joueur entré : joueur remplacé : capitaine : carton jaune : carton rouge |
| Roman Zobnine         | 63       | 90       |          | 153      |             |                | 2        | 2        | Abréviations et symboles : TT : Total de minutes jouées MJ : Nombre de matchs joués MT : Matchs joués en tant que titulaire : but : passe décisive : joueur entré : joueur remplacé : capitaine : carton jaune : carton rouge |
| Aleksandr Golovine    | 90       | 90       | 90       | 270      |             |                | 3        | 3        | Abréviations et symboles : TT : Total de minutes jouées MJ : Nombre de matchs joués MT : Matchs joués en tant que titulaire : but : passe décisive : joueur entré : joueur remplacé : capitaine : carton jaune : carton rouge |
| Iouri Jirkov          | 43       |          |          | 43       |             |                | 1        | 1        | Abréviations et symboles : TT : Total de minutes jouées MJ : Nombre de matchs joués MT : Matchs joués en tant que titulaire : but : passe décisive : joueur entré : joueur remplacé : capitaine : carton jaune : carton rouge |
| Rifat Jemaletdinov    |          | 39       | 29       | 68       |             |                | 2        |          | Abréviations et symboles : TT : Total de minutes jouées MJ : Nombre de matchs joués MT : Matchs joués en tant que titulaire : but : passe décisive : joueur entré : joueur remplacé : capitaine : carton jaune : carton rouge |
| Daniil Fomine         |          |          |          | 0        |             |                |          |          | Abréviations et symboles : TT : Total de minutes jouées MJ : Nombre de matchs joués MT : Matchs joués en tant que titulaire : but : passe décisive : joueur entré : joueur remplacé : capitaine : carton jaune : carton rouge |
| Daler Kouziaïev       | 29       | 90       | 67       | 186      |             |                | 3        | 3        | Abréviations et symboles : TT : Total de minutes jouées MJ : Nombre de matchs joués MT : Matchs joués en tant que titulaire : but : passe décisive : joueur entré : joueur remplacé : capitaine : carton jaune : carton rouge |
| Maksim Moukhine       | 27       | 5        | 23       | 55       |             |                | 3        |          | Abréviations et symboles : TT : Total de minutes jouées MJ : Nombre de matchs joués MT : Matchs joués en tant que titulaire : but : passe décisive : joueur entré : joueur remplacé : capitaine : carton jaune : carton rouge |
| Attaquants            |          |          |          |          |             |                |          |          | Abréviations et symboles : TT : Total de minutes jouées MJ : Nombre de matchs joués MT : Matchs joués en tant que titulaire : but : passe décisive : joueur entré : joueur remplacé : capitaine : carton jaune : carton rouge |
| Aleksandr Sobolev     |          | 5        | 29       | 34       |             |                | 2        |          | Abréviations et symboles : TT : Total de minutes jouées MJ : Nombre de matchs joués MT : Matchs joués en tant que titulaire : but : passe décisive : joueur entré : joueur remplacé : capitaine : carton jaune : carton rouge |
| Anton Zabolotny       |          |          |          | 0        |             |                |          |          | Abréviations et symboles : TT : Total de minutes jouées MJ : Nombre de matchs joués MT : Matchs joués en tant que titulaire : but : passe décisive : joueur entré : joueur remplacé : capitaine : carton jaune : carton rouge |
| Alekseï Mirantchouk   | 27       | 85       | 61       | 173      | 1           |                | 3        | 2        | Abréviations et symboles : TT : Total de minutes jouées MJ : Nombre de matchs joués MT : Matchs joués en tant que titulaire : but : passe décisive : joueur entré : joueur remplacé : capitaine : carton jaune : carton rouge |
| Alekseï Ionov         |          |          |          | 0        |             |                |          |          | Abréviations et symboles : TT : Total de minutes jouées MJ : Nombre de matchs joués MT : Matchs joués en tant que titulaire : but : passe décisive : joueur entré : joueur remplacé : capitaine : carton jaune : carton rouge |
| Artyom Dziouba        | 90       | 85       | 61       | 236      | 1           | 1              | 3        | 3        | Abréviations et symboles : TT : Total de minutes jouées MJ : Nombre de matchs joués MT : Matchs joués en tant que titulaire : but : passe décisive : joueur entré : joueur remplacé : capitaine : carton jaune : carton rouge |
| Denis Makarov         |          |          |          | 0        |             |                |          |          | Abréviations et symboles : TT : Total de minutes jouées MJ : Nombre de matchs joués MT : Matchs joués en tant que titulaire : but : passe décisive : joueur entré : joueur remplacé : capitaine : carton jaune : carton rouge |

| Buts | Joueurs             | Adversaires |
| ---- | ------------------- | ----------- |
| 1    | Alekseï Mirantchouk | Finlande    |
| 1    | Artyom Dziouba      | Danemark    |

| Passes | Joueurs        | Adversaires |
| ------ | -------------- | ----------- |
| 1      | Artyom Dziouba | Finlande    |